# Dag Usterud
Dag Halfdan Usterud (Porsgrunn, 3 de diciembre de 1961) es un deportista noruego que compitió en vela en la clase Soling. Ganó una medalla de bronce en el Campeonato Europeo de Soling de 2005.

## Palmarés internacional
| Campeonato Europeo | Campeonato Europeo       | Campeonato Europeo | Campeonato Europeo |
| Año                | Lugar                    | Medalla            | Clase              |
| ------------------ | ------------------------ | ------------------ | ------------------ |
| 2005               | Medemblik (Países Bajos) | Medalla de bronce  | Soling             |